# سفارة جورجيا في السويد
سفارة جورجيا في السويد هي أرفع تمثيل دبلوماسي لدولة جورجيا لدى السويد. تقع السفارة في ستوكهولم وهي تهدف لتعزيز المصالح الجورجية في السويد.

## وصلات خارجية
- قائمة سفارات جورجيا
- قائمة السفارات في السويد